# Jorge Facrases

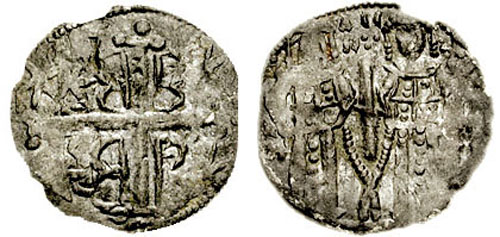
Tornês de (r. 1341-1376; 1379-1391) e r.

João Facrases (em grego: Γεώργιος Φακρασῆς; romaniz.: Geórgios Phakrases; fl. 1342–55) foi um nobre e general bizantino do século XIV. Facrases foi um aderente precoce do imperador João VI Cantacuzeno, e em 1342–1343 comandou a cavalaria do último em Didimoteico. Por 1346, havia sido elevado para a posição de protoestrator, e naquele ano conseguiu uma vitória esmagadora em Selímbria contra as forças de Dobrotitsa no Despotado de Dobruja, que havia sido convocado para ajudar a regência da imperatriz-viúva Ana de Saboia.
Dobrotitsa foi levado como prisioneiro, mas conseguiu escapar para Constantinopla logo depois. Após a vitória de Cantacuzeno na guerra civil, em 1351 Facrases liderou parte do exército, sob Manuel Asen (um irmão da imperatriz Irene Asanina) no cerco falho da colônia genovesa de Gálata. Em 1355, escreveu um sumário da disputa teológica entre Gregório Palamas e Nicéforo Gregoras sob a controvérsia hesicasta.